# Huisnes-sur-Mer
Huisnes-sur-Mer é uma comuna francesa na região administrativa da Normandia, no departamento Mancha. Estende-se por uma área de 6,79 km². Em 2010 a comuna tinha 185 habitantes (densidade: 27,2 hab./km²). É local de um ossário militar alemão resultado da Batalha da Normandia durante a Segunda Guerra Mundial. 